# Prix Jnanpith
Le prix Jnanpith est un prix littéraire indien présenté annuellement par le Bharatiya Jnanpith à un auteur pour leur contribution exceptionnelle à la littérature. Institué en 1961, le prix est décerné uniquement aux écrivains indiens qui écrivent dans les langues indiennes incluses dans la Huitième annexe à la Constitution de l'Inde (en), sans attribution posthume.

## Histoire
De 1965 à 1981, le prix a été décerné aux auteurs pour leurs «travaux les plus remarquables» et consistait en une plaque de citation, un prix en espèces de 1 million de lakh (73 000 dollars en 2017) et une réplique en bronze de Saraswati, la déesse hindoue de la connaissance et de la sagesse. Le premier récipiendaire du prix a été l'écrivain malayalam G. Sankara Kurup (en) en 1965 pour son recueil de poèmes, 'dakkuzhal (The Bamboo Flute), publié en 1950.  Les règles ont été révisées les années suivantes pour ne prendre en compte que les travaux publiés au cours des vingt années précédentes, à l'exclusion de l'année pour laquelle la récompense devait être accordée et le prix en espèces augmenté à 1,5 lakh (33 000 $ en 2017) à partir de 1981. 
En 2015, le prix en espèces a été révisé à 11 lakh (18 000 dollars en 2017) et sur les 23 langues éligibles, le prix a été présenté pour des œuvres en 15 langues: Hindi (onze), Kannada (huit), Bengali (six), Malayalam (cinq), Gujarati, Marathi, Odia et ourdou (quatre chacun), Telugu (trois), Assamais, Punjabi et Tamoul (deux chacun), Cachemiri, Konkani et Sanskrit (un chacun). 
Le prix a été décerné à cinquante-sept écrivains dont sept femmes. En 1976, la romancière bengalie Ashapoorna Devi est devenue la première femme à remporter le prix et a été honorée pour le roman Pratham Pratisruti (La Première Promesse) de 1965, le premier d'une trilogie. 

## Lauréats
| Année | Lauréat(s)                          | Langue    | Livre                     | Réfs.  |
| ----- | ----------------------------------- | --------- | ------------------------- | ------ |
| 1965  | G. Sankara Kurup                    | Malayalam | Odakkuzhal                | [ 2 ]  |
| 1966  | Tarasankar Bandyopadhyay            | Bengali   | Ganadevta                 | [ 2 ]  |
| 1967  | Umashankar Joshi                    | Gujarati  | Nishitha                  | [ 2 ]  |
| 1967  | Kuppali Venkatappa Puttappa Kuvempu | Kannada   | Sri Ramayana Darshanam    | [ 2 ]  |
| 1968  | Sumitranandan Pant                  | Hindi     | Chidambara                | [ 2 ]  |
| 1969  | Firaq Gorakhpuri                    | Ourdou    | Gul-e-Naghma              | [ 2 ]  |
| 1970  | Viswanatha Satyanarayana            | Télougou  | Ramayana Kalpavrukshamu   | [ 2 ]  |
| 1971  | Bishnu Dey                          | Bengali   | Smriti Satta Bhavishyat   | [ 2 ]  |
| 1972  | Ramdhari Singh Dinkar               | Hindi     | Urvashi                   | [ 2 ]  |
| 1973  | D. R. Bendre                        | Kannada   | Nakutanti                 | [ 2 ]  |
| 1973  | Gopinath Mohanty                    | Odia      | Matimatal                 | [ 2 ]  |
| 1974  | Vishnu Sakharam Khandekar           | Marathi   | Yayati                    | [ 2 ]  |
| 1975  | Akilan                              | Tamoul    | Chitttrappavai            | [ 2 ]  |
| 1976  | Ashapoorna Devi                     | Bengali   | Pratham Pratisruti        | [ 2 ]  |
| 1977  | K. Shivaram Karanth                 | Kannada   | Mookajjiya Kanasugalu     | [ 2 ]  |
| 1978  | Sachchidananda Vatsyayan            | Hindi     | Kitni Navon Men Kitni Bar | [ 2 ]  |
| 1979  | Birendra Kumar Bhattacharya         | Assamais  | Mrityunjay                | [ 2 ]  |
| 1980  | S. K. Pottekkatt                    | Malayalam | Oru Desathinte Katha      | [ 2 ]  |
| 1981  | Amrita Pritam                       | Pendjabi  | Kagaj te Canvas           | [ 2 ]  |
| 1982  | Mahadevi Varma                      | Hindi     |                           | [ 3 ]  |
| 1983  | Masti Venkatesha Iyengar            | Kannada   |                           | [ 4 ]  |
| 1984  | Thakazhi Sivasankara Pillai         | Malayalam |                           | [ 5 ]  |
| 1985  | Pannalal Patel                      | Gujarati  |                           | [ 6 ]  |
| 1986  | Sachidananda Routray                | Odia      |                           | [ 7 ]  |
| 1987  | Vishnu Vaman Shirwadkar Kusumagraj  | Marathi   |                           | [ 8 ]  |
| 1988  | C. Narayana Reddy                   | Télougou  |                           | [ 9 ]  |
| 1989  | Qurratulain Hyder                   | Ourdou    |                           | [ 10 ] |
| 1990  | Vinayaka Krishna Gokak              | Kannada   |                           | [ 11 ] |
| 1991  | Subhash Mukhopadhyay                | Bengali   |                           | [ 12 ] |
| 1992  | Naresh Mehta                        | Hindi     |                           | [ 13 ] |
| 1993  | Sitakant Mahapatra                  | Odia      |                           | [ 14 ] |
| 1994  | U. R. Ananthamurthy                 | Kannada   |                           | [ 15 ] |
| 1995  | M. T. Vasudevan Nair                | Malayalam |                           | [ 16 ] |
| 1996  | Mahasweta Devi                      | Bengali   |                           | [ 17 ] |
| 1997  | Ali Sardar Jafri                    | Ourdou    |                           | [ 18 ] |
| 1998  | Girish Karnad                       | Kannada   |                           | ,      |
| 1999  | Nirmal Verma                        | Hindi     |                           | [ 21 ] |
| 1999  | Gurdial Singh                       | Pendjabi  |                           | [ 21 ] |
| 2000  | Mamoni Raisom Goswami               | Assamais  |                           | [ 22 ] |
| 2001  | Rajendra Shah                       | Gujarati  |                           | [ 23 ] |
| 2002  | Jayakanthan                         | Tamoul    |                           | [ 24 ] |
| 2003  | Vinda Karandikar                    | Marathi   |                           | [ 25 ] |
| 2004  | Rehman Rahi                         | Cachemiri |                           | [ 26 ] |
| 2005  | Kunwar Narayan                      | Hindi     |                           | [ 27 ] |
| 2006  | Ravindra Kelekar                    | Konkani   |                           | [ 27 ] |
| 2006  | Satya Vrat Shastri                  | Sanskrit  |                           | [ 27 ] |
| 2007  | O. N. V. Kurup                      | Malayalam |                           | [ 28 ] |
| 2008  | Akhlaq Mohammed Khan                | Ourdou    |                           | [ 29 ] |
| 2009  | Amarkant                            | Hindi     |                           | [ 30 ] |
| 2009  | Sri Lal Sukla                       | Hindi     |                           | [ 30 ] |
| 2010  | Chandrashekhara Kambara             | Kannada   |                           | [ 31 ] |
| 2011  | Pratibha Ray                        | Odia      |                           | [ 32 ] |
| 2012  | Ravuri Bharadhwaja                  | Télougou  |                           | [ 33 ] |
| 2013  | Kedarnath Singh                     | Hindi     |                           | [ 34 ] |
| 2014  | Bhalchandra Nemade                  | Marathi   |                           | [ 35 ] |
| 2015  | Raghuveer Chaudhari                 | Gujarati  |                           | [ 36 ] |
| 2016  | Shankha Ghosh                       | Bengali   |                           | [ 37 ] |
| 2017  | Krishna Sobti                       | Hindi     |                           | [ 38 ] |